# Post-scriptum de ma vie

Post-scriptum de ma vie est une œuvre posthume de Victor Hugo parue en janvier 1901. Elle est composée de recueils de textes philosophiques rédigés en 1860.